# Liste des simples traités dans le Tractatus de herbis : A-B

## A

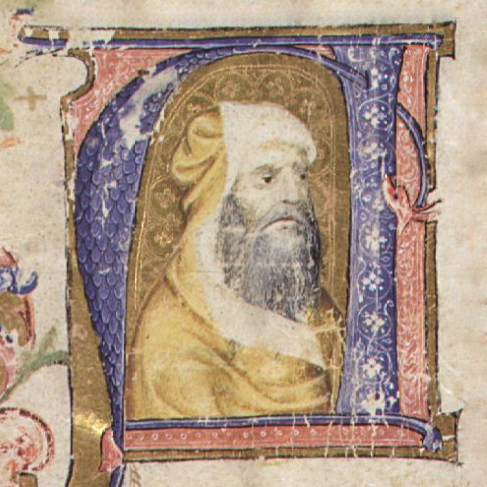
Lettrine enluminée A dans le manuscrit Cas.459.

| Chapitre Icône : lien vers l'index thématique | Illustration                                   | Identité                                 | Ouvrages : no de folio - italique : illustration seule - parenthèses : texte seul - gras : source de l'illustration du tableau | Ouvrages : no de folio - italique : illustration seule - parenthèses : texte seul - gras : source de l'illustration du tableau                | Ouvrages : no de folio - italique : illustration seule - parenthèses : texte seul - gras : source de l'illustration du tableau | Source                                          |
| Chapitre Icône : lien vers l'index thématique | Illustration                                   | Identité                                 | Groupe I | Groupe II | Groupe III | Source                                          |
| --------------------------------------------- | ---------------------------------------------- | ---------------------------------------- | --- | --- | --- | ----------------------------------------------- |
| De aloen                                      |                                                | Aloès officinal                          | - Eg.747 : fo 1 ro/vo - Pal.586 : fo 9 ro - K.II.11 : fo 1 ro/vo - α.l.09.28 : fo 1 vo–2 vo                                    | - Lat.6823 : fo 4 ro/vo - M.873 : fo 1 ro - Mas.116 : fo 8 vo - Sl.4016 : fo 16 ro - Cas.459 : fo 12 vo–13 ro - Cim.79 : fo 10 ro/vo          | - Ars.2888 : fo 1 vo–3 ro - Fr.12322 : fo 137 ro - Gr. Herb. : fo II ro/vo                                                     | Platearius : « De aloe »                        |
| De aloen ligno                                |                                                | Bois d'aloès                             | - Eg.747 : fo 2 ro - Pal.586 : fo 9 ro - (K.II.11 : fo 1 vo) - α.l.09.28 : fo 2 vo–3 ro                                        | - M.873 : fo 1 ro Voir aussi : « De xillo aloes »                                                                                             | - Ars.2888 : fo 3 ro/vo - Fr.12322 : fo 168 ro - Gr. Herb : fo II vo–III ro                                                    | Platearius : « De aloe ligno »                  |
| De auro                                       |                                                | Or                                       | - Eg.747 : fo 2 ro/vo - Pal.586 : fo 9 ro - α.l.09.28 : fo 3 ro/vo                                                             | - Lat.6823 : fo 3 ro/vo - M.873 : fo 1 vo - (Cas.459 : fo 1 ro/vo) - (Cim.79 : fo 1 ro)                                                       | - Ars.2888 : fo 3 vo–4 ro - Fr.12322 : fo 168 ro - (Gr. Herb. : fo III ro/vo)                                                  | Platearius : « De auro »                        |
| De argento vivo                               |                                                | Vif-argent (mercure)                     | - (Eg.747 : fo 2 vo) - Pal.586 : fo 9 ro - α.l.09.28 : fo 3 vo–4 ro                                                            | - Lat.6823 : fo 3 vo–4 ro - M.873 : fo 1 vo - (Cas.459 : fo 1 vo) - (Cim.79 : fo 1 ro/vo)                                                     | - Ars.2888 : fo 4 vo - Fr.12322 : fo 191 vo - (Gr. Herb. : fo III vo)                                                          | Platearius : « De argento vivo »                |
| De assa fetida                                |                                                | Ase fétide                               | - (Eg.747 : fo 2 vo) - Pal.586 : fo 9 vo - α.l.09.28 : fo 4 ro/vo                                                              | - Lat.6823 : fo 4 vo–5 ro - M.873 : fo 1 vo - Mas.116 : fo 43 ro - Sl.4016 : fo 7 ro - Cas.459 : fo 24 vo                                     | - Ars.2888 : fo 5 ro - Gr. Herb. : fo III vo–IV ro                                                                             | Platearius : « De asa fetida »                  |
| De agno casto                                 |                                                | Gattilier                                | - Eg.747 : fo 2 vo–3 ro - Pal.586 : fo 9 vo - K.II.11 : fo 1 vo - α.l.09.28 : fo 4 vo–5 ro                                     | - Lat.6823 : fo 5 ro/vo - M.873 : fo 3 ro - Mas.116 : fo 5 ro - Sl.4016 : fo 13 vo - Cas.459 : fo 7 ro - Cim.79 : fo 5 ro                     | - Ars.2888 : fo 5 ro/vo - α.l.09.28 : fo 4 vo–5 ro - Gr. Herb. : fo IV ro/vo                                                   | Platearius : « De agno casto »                  |
| De alumine                                    |                                                | Alun de potassium                        | - Eg.747 : fo 3 ro - Pal.586 : fo 9 vo - α.l.09.28 : fo 5 ro                                                                   | - Lat.6823 : fo 5 vo - M.873 : fo 3 ro - Mas.116 : fo 9 vo - Sl.4016 : fo 16 ro                                                               | - Ars.2888 : fo 5 vo–6 ro - Fr.12322 : fo 168 ro - (Gr. Herb. : fo IV vo)                                                      | Platearius : « De alumine »                     |
| De appio                                      |                                                | Céleri                                   | - Eg.747 : fo 3 ro/vo - Pal.586 : fo 9 vo - K.II.11 : fo 1 vo - α.l.09.28 : fo 5 vo–6 ro                                       | - Lat.6823 : fo 5 vo–6 ro - M.873 : fo 3 vo - Mas.116 : fo 14 vo - Sl.4016 : fo 5 ro - Cas.459 : fo 18 vo - Cim.79 : fo 17 ro                 | - Ars.2888 : fo 6 ro–7 ro - α.l.09.28 : fo 5 vo–6 ro - Gr. Herb. : fo IV vo–V ro                                               | Platearius : « De apio »                        |
| De appio [ranino]                             |                                                | Fenouil d'eau                            | - Eg.747 : fo 3 vo - Pal.586 : fo 10 ro - K.II.11 : fo 1 vo - α.l.09.28 : fo 6 ro                                              | - Lat.6823 : fo 6 ro - M.873 : fo 3 vo - Mas.116 : fo 15 ro - Sl.4016 : fo 5 ro - Cas.459 : fo 19 ro - Cim.79 : fo 15 vo                      | - Ars.2888 : fo 7 vo - Fr.12322 : fo 137 ro - Gr. Herb. : fo V ro                                                              | Source non identifiée                           |
| De appio [riso]                               |                                                | Renoncule scélérate                      | - Eg.747 : fo 3 vo–4 ro - Pal.586 : fo 10 ro - K.II.11 : fo 2 ro - α.l.09.28 : fo 6 vo                                         | - Lat.6823 : fo 6 ro/vo - M.873 : fo 4 ro - Mas.116 : fo 15 ro - Sl.4016 : fo 5 ro - Cas.459 : fo 19 ro - Cim.79 : fo 16 ro                   | - Ars.2888 : fo 7 vo - α.l.09.28 : fo 6 vo - Gr. Herb. : fo V vo                                                               | Pseudo-Apulée : « Herba scelerata »             |
| De appio [emorroidarum]                       |                                                | Renoncule                                | - Eg.747 : fo 4 ro - Pal.586 : fo 10 ro - K.II.11 : fo 2 ro - α.l.09.28 : fo 6 vo                                              | - Lat.6823 : fo 6 vo - M.873 : fo 4 ro - Mas.116 : fo 15 vo - Sl.4016 : fo 5 vo - Cas.459 : fo 19 vo - Cim.79 : fo 16 vo                      | - Ars.2888 : fo 7 vo–8 ro - Fr.12322 : fo 137 ro - Gr. Herb. : fo V vo                                                         | Pseudo-Apulée : « Herba botracion statice »     |
| [De amido]                                    |                                                | Amidon                                   | - (Eg.747 : fo 4 ro) - Pal.586 : fo 10 ro - α.l.09.28 : fo 7 ro                                                                | - (Lat.6823 : fo 6 vo) - (Cas.459 : fo 17 ro)                                                                                                 | - Ars.2888 : fo 8 ro - Fr.12322 : fo 191 vo - (Gr. Herb. : fo V vo)                                                            | Platearius : « De amilo »                       |
| De antimonio                                  |                                                | Antimoine (stibine)                      | - Eg.747 : fo 4 ro - Pal.586 : fo 10 vo - α.l.09.28 : fo 7 ro/vo                                                               | - Lat.6823 : fo 6 vo–7 ro - M.873 : fo 4 vo - (Cas.459 : fo 18 ro)                                                                            | - Ars.2888 : fo 8 ro/vo - Fr.12322 : fo 168 ro - (Gr. Herb. : fo V vo–VI ro)                                                   | Platearius : « De antimonio »                   |
| De acatia                                     |                                                | Prunellier                               | - Eg.747 : fo 4 ro/vo - Pal.586 : fo 10 vo - α.l.09.28 : fo 7 vo                                                               | - Lat.6823 : fo 7 ro - M.873 : fo 4 vo - Mas.116 : fo 2 vo - Sl.4016 : fo 11 vo - Cas.459 : fo 4 ro - Cim.79 : fo 2 ro                        | - Ars.2888 : fo 8 vo–9 ro - Gr. Herb. : fo VI ro                                                                               | Platearius : « De acatia »                      |
| De agarico                                    |                                                | Polypore du mélèze                       | - Eg.747 : fo 4 vo - Pal.586 : fo 10 vo - K.II.11 : fo 1 vo - α.l.09.28 : fo 7 vo–8 ro                                         | - Lat.6823 : fo 7 ro/vo - M.873 : fo 5 ro - Mas.116 : fo 4 vo - Sl.4016 : fo 13 ro - Cas.459 : fo 8 ro - Cim.79 : fo 6 vo                     | - Ars.2888 : fo 9 ro/vo - Gr. Herb. : fo VI ro/vo                                                                              | Platearius : « De agarico »                     |
| De aneto                                      |                                                | Aneth                                    | - Eg.747 : fo 4 vo–5 ro - Pal.586 : fo 10 vo - K.II.11 : fo 2 ro - α.l.09.28 : fo 8 ro/vo                                      | - Lat.6823 : fo 7 vo - M.873 : fo 5 vo - Mas.116 : fo 13 ro - Sl.4016 : fo 4 vo - Cas.459 : fo 16 ro - Cim.79 : fo 13 vo                      | - Ars.2888 : fo 9 vo–10 ro - Fr.12322 : fo 144 ro - Gr. Herb. : fo VI vo–VII ro                                                | Platearius : « De aneto »                       |
| De affodillis                                 |                                                | Asphodèle-cerise                         | - Eg.747 : fo 5 ro - Pal.586 : fo 11 ro - K.II.11 : fo 2 ro - α.l.09.28 : fo 8 vo–9 ro                                         | - Lat.6823 : fo 7 vo–8 ro - M.873 : fo 5 vo - Mas.116 : fo 4 vo - Sl.4016 : fo 12 vo - Cas.459 : fo 6 vo - Cim.79 : fo 4 vo                   | - Ars.2888 : fo 10 ro/vo - Fr.12322 : fo 144 ro - Gr. Herb. : fo VII ro                                                        | Platearius : « De affodillo »                   |
| De affodillis                                 | Pseudo-Apulée : « Herba asfodilus »            | Asphodèle-cerise                         | - Eg.747 : fo 5 ro - Pal.586 : fo 11 ro - K.II.11 : fo 2 ro - α.l.09.28 : fo 8 vo–9 ro                                         | - Lat.6823 : fo 7 vo–8 ro - M.873 : fo 5 vo - Mas.116 : fo 4 vo - Sl.4016 : fo 12 vo - Cas.459 : fo 6 vo - Cim.79 : fo 4 vo                   | - Ars.2888 : fo 10 ro/vo - Fr.12322 : fo 144 ro - Gr. Herb. : fo VII ro                                                        |                                                 |
| De allio                                      |                                                | Ail cultivé                              | - Eg.747 : fo 5 ro/vo - Pal.586 : fo 11 ro - K.II.11 : fo 2 ro - α.l.09.28 : fo 9 ro/vo                                        | - Lat.6823 : fo 8 ro - M.873 : fo 5 vo - Mas.116 : fo 8 ro - Sl.4016 : fo 15 vo - Cas.459 : fo 11 ro - Cim.79 : fo 9 ro                       | - Ars.2888 : fo 10 vo–11 ro - Fr.12322 : fo 144 ro - Gr. Herb. : fo VII ro/vo                                                  | Platearius : « De allio »                       |
| De acoro                                      |                                                | Iris faux-acore                          | - Eg.747 : fo 5 vo - Pal.586 : fo 11 ro - K.II.11 : fo 2 vo - α.l.09.28 : fo 9 vo–10 ro                                        | - Lat.6823 : fo 8 ro/vo - M.873 : fo 6 ro - Mas.116 : fo 3 vo - Sl.4016 : fo 12 ro - Cas.459 : fo 5 vo - Cim.79 : fo 3 vo                     | - Ars.2888 : fo 11 ro/vo - Fr.12322 : fo 137 vo - Gr. Herb. : fo VII vo–VIII ro                                                | Platearius : « De acoro »                       |
| De armoniaco                                  |                                                | Gomme ammoniaque                         | - (Eg.747 : fo 5 vo–6 ro) - Pal.586 : fo 11 ro - α.l.09.28 : fo 10 ro                                                          | - Lat.6823 : fo 8 vo–9 ro - M.873 : fo 6 vo - Mas.116 : fo 42 vo - Sl.4016 : fo 7 ro - Cas.459 : fo 24 ro                                     | - Ars.2888 : fo 11 vo–12 ro - Fr.12322 : fo 191 vo - (Gr. Herb. : fo VIII ro)                                                  | Platearius : « De armoniaco »                   |
| De aniso                                      |                                                | Anis                                     | - (Eg.747 : fo 6 ro) - Pal.586 : fo 11 vo - α.l.09.28 : fo 10 ro/vo                                                            | - Lat.6823 : fo 9 ro - M.873 : fo 6 vo - Mas.116 : fo 13 vo - Sl.4016 : fo 4 vo - Cas.459 : fo 16 vo - Cim.79 : fo 14 ro                      | - Ars.2888 : fo 12 ro/vo - Gr. Herb. : fo VIII ro                                                                              | Platearius : « De aniso »                       |
| De absinthio                                  |                                                | Absinthe                                 | - Eg.747 : fo 6 ro/vo - Pal.586 : fo 11 vo - K.II.11 : fo 2 vo - α.l.09.28 : fo 10 vo–11 ro                                    | - Lat.6823 : fo 9 ro/vo - M.873 : fo 7 ro - Mas.116 : fo 1 ro - Sl.4016 : fo 2 ro - Cas.459 : fo 2 ro - Cim.79 : fo 20 ro - K.II.11 : fo 2 vo | - Ars.2888 : fo 12 vo–13 ro - Fr.12322 : fo 145 vo - Gr. Herb : fo VIII ro/vo                                                  | Platearius : « De absinthio »                   |
| [De anacardis]                                |                                                | Anacarde d'Orient                        | - Eg.747 : fo 6 vo - Pal.586 : fo 11 vo - K.II.11 : fo 2 ro - α.l.09.28 : fo 11 ro                                             | - Lat.6823 : fo 10 ro - M.873 : fo 7 vo - Mas.116 : fo 12 ro - Sl.4016 : fo 3 vo - Cas.459 : fo 17 ro - Cim.79 : fo 14 vo                     | - Ars.2888 : fo 13 ro/vo - Gr. Herb. : fo VIII vo–IX ro                                                                        | Platearius : « De anacardis »                   |
| De amigdalis [amaris]                         |                                                | Amande amère                             | - (Eg.747 : fo 6 vo) - Pal.586 : fo 12 ro - α.l.09.28 : fo 11 ro/vo                                                            | - M.873 : fo 8 ro | - Ars.2888 : fo 14 ro/vo - (Gr. Herb. : fo IX ro/vo)                                                                           | Platearius : « De amigdalis amaris »            |
| De amigdalis [dulcibus]                       |                                                | Amande douce                             | - (Eg.747 : fo 6 vo) - Pal.586 : fo 11 vo - α.l.09.28 : fo 11 vo–12 ro                                                         | - Lat.6823 : fo 10 ro/vo - M.873 : fo 14 ro - Mas.116 : fo 11 ro - Sl.4016 : fo 3 ro - Cas.459 : fo 14 ro - Cim.79 : fo 11 vo                 | - Ars.2888 : fo 13 vo–14 ro - α.l.09.28 : fo 11 vo–12 ro - Gr. Herb. : fo IX ro                                                | Isaac Israeli : « De amygdalis »                |
| De aristologia                                |                                                | Aristoloche à feuilles rondes            | - Eg.747 : fo 6 vo–7 ro - Pal.586 : fo 12 ro - K.II.11 : fo 2 vo - α.l.09.28 : fo 12 ro                                        | - Lat.6823 : fo 11 ro - M.873 : fo 8 vo - Mas.116 : fo 42 ro - Sl.4016 : fo 6 vo - Cas.459 : fo 22 vo - Cim.79 : fo 18 vo                     | - Ars.2888 : fo 14 vo–15 ro - Fr.12322 : fo 145 vo ; fo 149 ro - Gr. Herb. : fo IX vo                                          | Platearius : « De aristologia »                 |
| De aristologia [longa]                        |                                                | Aristoloche clématite                    | - Eg.747 : fo 7 ro - Pal.586 : fo 12 ro - K.II.11 : fo 2 vo - α.l.09.28 : fo 12 ro/vo                                          | - Lat.6823 : fo 10 vo - M.873 : fo 8 vo - Mas.116 : fo 42 vo - Sl.4016 : fo 7 ro - Cas.459 : fo 23 ro - Cim.79 : fo 19 ro                     | - Ars.2888 : fo 15 ro - Fr.12322 : fo 149 ro - Gr. Herb. : fo IX vo–X ro                                                       | Pseudo-Apulée : « Herba aristolochia »          |
| De aristologia [longa]                        | Macer Floridus                                 | Aristoloche clématite                    | - Eg.747 : fo 7 ro - Pal.586 : fo 12 ro - K.II.11 : fo 2 vo - α.l.09.28 : fo 12 ro/vo                                          | - Lat.6823 : fo 10 vo - M.873 : fo 8 vo - Mas.116 : fo 42 vo - Sl.4016 : fo 7 ro - Cas.459 : fo 23 ro - Cim.79 : fo 19 ro                     | - Ars.2888 : fo 15 ro - Fr.12322 : fo 149 ro - Gr. Herb. : fo IX vo–X ro                                                       |                                                 |
| De ambra                                      |                                                | Ambre gris                               | - Eg.747 : fo 7 ro/vo - Pal.586 : fo 12 vo - α.l.09.28 : fo 12 vo                                                              | - Lat.6823 : fo 12 ro - M.873 : fo 8 vo - Mas.116 : fo 10 ro - Sl.4016 : fo 16 vo - Cas.459 : fo 15 ro                                        | - Ars.2888 : fo 15 vo - Fr.12322 : fo 168 vo - (Gr. Herb. : fo X ro)                                                           | Platearius : « De ambra »                       |
| De arthemisia                                 |                                                | Armoise commune                          | - Eg.747 : fo 7 vo–8 ro - Pal.586 : fo 12 ro - K.II.11 : fo 3 ro - α.l.09.28 : fo 13 ro/vo                                     | - Lat.6823 : fo 11 vo - M.873 : fo 2 ro - Mas.116 : fo 43 vo - Sl.4016 : fo 7 vo - Cas.459 : fo 25 ro - Cim.79 : fo 23 ro                     | - Ars.2888 : fo 16 ro/vo - Fr.12322 : fo 145 ro - Gr. Herb. : fo X ro/vo                                                       | Platearius : « De arthemisia »                  |
| De arthemisia                                 | Pseudo-Apulée : « Herba artemisia monoclonos » | Armoise commune                          | - Eg.747 : fo 7 vo–8 ro - Pal.586 : fo 12 ro - K.II.11 : fo 3 ro - α.l.09.28 : fo 13 ro/vo                                     | - Lat.6823 : fo 11 vo - M.873 : fo 2 ro - Mas.116 : fo 43 vo - Sl.4016 : fo 7 vo - Cas.459 : fo 25 ro - Cim.79 : fo 23 ro                     | - Ars.2888 : fo 16 ro/vo - Fr.12322 : fo 145 ro - Gr. Herb. : fo X ro/vo                                                       |                                                 |
| De arthemisia                                 | Macer Floridus                                 | Armoise commune                          | - Eg.747 : fo 7 vo–8 ro - Pal.586 : fo 12 ro - K.II.11 : fo 3 ro - α.l.09.28 : fo 13 ro/vo                                     | - Lat.6823 : fo 11 vo - M.873 : fo 2 ro - Mas.116 : fo 43 vo - Sl.4016 : fo 7 vo - Cas.459 : fo 25 ro - Cim.79 : fo 23 ro                     | - Ars.2888 : fo 16 ro/vo - Fr.12322 : fo 145 ro - Gr. Herb. : fo X ro/vo                                                       |                                                 |
| De arthemisia [tagantes]                      |                                                | Tanaisie commune                         | - Eg.747 : fo 8 ro - Pal.586 : fo 12 vo - K.II.11 : fo 3 ro - α.l.09.28 : fo 13 vo                                             | - Lat.6823 : fo 11 vo–12 ro - M.873 : fo 2 ro - Mas.116 : fo 44 ro - Sl.4016 : fo 7 vo - Cas.459 : fo 25 vo - Cim.79 : fo 23 vo               | - Ars.2888 : fo 16 vo–17 ro - Fr.12322 : fo 149 ro - (Gr. Herb. : fo X vo)                                                     | Pseudo-Apulée : « Herba artemisia tagantes »    |
| De arthemisia [leptaphilos]                   |                                                | Grande Camomille                         | - Eg.747 : fo 8 ro - Pal.586 : fo 12 vo - K.II.11 : fo 3 ro - α.l.09.28 : fo 13 vo–14 ro                                       | - Lat.6823 : fo 12 ro - M.873 : fo 2 vo - Mas.116 : fo 44 ro - Sl.4016 : fo 8 ro - Cas.459 : fo 26 ro - Cim.79 : fo 21 ro                     | - Ars.2888 : fo 17 ro/vo - Fr.12322 : fo 149 ro - (Gr. Herb. : fo X vo–XI ro)                                                  | Pseudo-Apulée : « Herba artemisia leptofillos » |
| De aceto                                      |                                                | Vinaigre                                 | - (Eg.747 : fo 8 vo) - Pal.586 : fo 12 vo - α.l.09.28 : fo 14 ro/vo                                                            | - Lat.6823 : fo 12 vo–13 ro - (Cas.459 : fo 4 vo) - (Cim.79 : fo 2 vo)                                                                        | - Ars.2888 : fo 17 vo–18 ro - Fr.12322 : fo 191 ro - (Gr. Herb. : fo XI ro)                                                    | Platearius : « De aceto »                       |
| De alcanna                                    |                                                | Henné                                    | - Eg.747 : fo 8 vo - Pal.586 : fo 13 ro - K.II.11 : fo 3 vo - α.l.09.28 : fo 14 vo                                             | - Lat.6823 : fo 12 vo - M.873 : fo 2 vo - Mas.116 : fo 6 vo - Sl.4016 : fo 14 vo - Cas.459 : fo 9 vo - Cim.79 : fo 7 vo                       | - Ars.2888 : fo 18 ro/vo - Fr.12322 : fo 148 vo - (Gr. Herb. : fo XI ro/vo)                                                    | Platearius : « De alcanna »                     |
| [De auripigmento]                             |                                                | Orpiment                                 | - Eg.747 : fo 9 ro - Pal.586 : fo 13 ro - α.l.09.28 : fo 15 ro                                                                 | - Lat.6823 : fo 13 ro/vo - M.873 : fo 9 ro - Cas.459 : fo 31 vo                                                                               | - Ars.2888 : fo 18 vo–19 vo - Fr.12322 : fo 168 vo - (Gr. Herb. : fo XI vo)                                                    | Platearius : « De auripigmento »                |
| [De aspalto]                                  |                                                | Asphalte                                 | - Eg.747 : fo 9 ro - Pal.586 : fo 13 ro - α.l.09.28 : fo 15 ro/vo                                                              | - Lat.6823 : fo 13 ro - M.873 : fo 9 ro - Mas.116 : fo 45 vo - Sl.4016 : fo 8 vo - (Cas.459 : fo 28 ro)                                       | - Ars.2888 : fo 19 vo - Fr.12322 : fo 191 vo - (Gr. Herb. : fo XI vo–XII ro)                                                   | Platearius : « De spalto »                      |
| [De anabulla]                                 |                                                | Euphorbe                                 | - Eg.747 : fo 9 ro ; fo 101 ro - K.II.11 : fo 3 vo - α.l.09.28 : fo 15 vo ; fo 135 ro                                          | - M.873 : fo 9 vo - Sl.4016 : fo 99 ro - (Cas.459 : fo 17 ro)                                                                                 | - (Ars.2888 : fo 19 vo) - (Gr. Herb. : fo XII ro)                                                                              | Renvoi au chapitre « De titimallum »            |
| De acanthum                                   |                                                | Acanthe molle                            | - Eg.747 : fo 9 ro/vo - Pal.586 : fo 13 ro - α.l.09.28 : fo 15 vo                                                              | - Lat.6823 : fo 13 vo - M.873 : fo 10 ro - Mas.116 : fo 2 ro - Sl.4016 : fo 11 ro - Cas.459 : fo 3 vo - Cim.79 : fo 22 vo                     | - Ars.2888 : fo 20 ro - Fr.12322 : fo 148 vo - Gr. Herb. : fo XII ro                                                           | Dioscoride alph. : « Acantos »                  |
| De adianthos                                  |                                                | Adiante cheveux-de-Vénus                 | - Eg.747 : fo 9 vo - Pal.586 : fo 13 vo - K.II.11 : fo 3 vo - α.l.09.28 : fo 15 vo–16 ro                                       | - Lat.6823 : fo 14 vo–15 ro - M.873 : fo 10 ro - Mas.116 : fo 4 ro - Sl.4016 : fo 12 vo - Cas.459 : fo 6 ro - Cim.79 : fo 4 ro                | - Ars.2888 : fo 20 ro/vo - Fr.12322 : fo 148 vo - Gr. Herb. : fo XII ro/vo                                                     | Dioscoride alph. : « Adianton »                 |
| De agrimonia                                  |                                                | Aigremoine eupatoire                     | - Eg.747 : fo 9 vo–10 ro - Pal.586 : fo 13 vo - K.II.11 : fo 4 ro - α.l.09.28 : fo 16 ro/vo                                    | - Lat.6823 : fo 14 vo - M.873 : fo 10 vo - Mas.116 : fo 6 ro - Sl.4016 : fo 14 ro - Cas.459 : fo 9 ro - Cim.79 : fo 6 ro                      | - Ars.2888 : fo 20 vo–21 ro - Fr.12322 : fo 140 ro - Gr. Herb. : fo XII vo                                                     | Pseudo-Apulée : « Herba argimonia »             |
| De appolinaris                                |                                                | Tussilage                                | - Eg.747 : fo 10 ro - Pal.586 : fo 13 vo - K.II.11 : fo 3 vo - α.l.09.28 : fo 16 vo                                            | - M.873 : fo 11 ro | - Ars.2888 : fo 21 ro/vo - Fr.12322 : fo 148 vo - Gr. Herb. : fo XII vo–XIII ro                                                | Pseudo-Apulée : « Herba apollinaris »           |
| [De altea]                                    |                                                | Guimauve officinale                      | - Eg.747 : fo 10 ro/vo - K.II.11 : fo 5 ro - α.l.09.28 : fo 16 vo–17 ro                                                        | - Lat.6823 : fo 15 ro - M.873 : fo 11 ro | - Ars.2888 : fo 21 vo–22 ro - Fr.12322 : fo 149 vo - Gr. Herb. : fo XIII ro                                                    | Pseudo-Apulée : « Herba ibiscum »               |
| De astula regia                               |                                                | Asphodéline jaune                        | - Eg.747 : fo 10 vo - Pal.586 : fo 14 ro - K.II.11 : fo 3 vo - α.l.09.28 : fo 17 ro                                            | - Lat.6823 : fo 15 vo - M.873 : fo 11 vo | - Ars.2888 : fo 22 ro - Fr.12322 : fo 149 vo - (Gr. Herb. : fo XIII ro)                                                        | Pseudo-Apulée : « Herba astula regia »          |
| De ambroxiana                                 |                                                | Ambroisie maritime                       | - Eg.747 : fo 10 vo - Pal.586 : fo 14 ro - K.II.11 : fo 4 vo - α.l.09.28 : fo 18 vo                                            | - Lat.6823 : fo 15 vo - M.873 : fo 11 vo - Mas.116 : fo 10 vo - Sl.4016 : fo 3 ro - Cas.459 : fo 15 ro - Cim.79 : fo 12 vo                    | - Ars.2888 : fo 22 ro - Fr.12322 : fo 149 vo - (Gr. Herb. : fo XIII ro)                                                        | Première mention connue                         |
| De asaro                                      |                                                | Asaret                                   | - Eg.747 : fo 10 vo–11 ro - Pal.586 : fo 14 ro - K.II.11 : fo 4 ro - α.l.09.28 : fo 17 ro/vo                                   | - Lat.6823 : fo 16 vo - M.873 : fo 12 vo - Mas.116 : fo 44 vo - Sl.4016 : fo 8 ro - Cas.459 : fo 26 vo                                        | - Ars.2888 : fo 22 ro/vo - Fr.12322 : fo 149 vo - Gr. Herb. : fo XIII ro/vo                                                    | Platearius : « De assaro »                      |
| De atriplex                                   |                                                | Arroche des jardins                      | - Eg.747 : fo 11 ro - Pal.586 : fo 14 ro - K.II.11 : fo 4 vo - α.l.09.28 : fo 17 vo                                            | - Lat.6823 : fo 18 vo–19 ro - M.873 : fo 12 vo - Mas.116 : fo 46 ro - Sl.4016 : fo 9 ro - Cas.459 : fo 28 vo                                  | - Ars.2888 : fo 22 vo–23 ro - Fr.12322 : fo 148 ro - Gr. Herb. : fo XIII vo                                                    | Macer Floridus                                  |
| [De anthera]                                  |                                                | Étamines de rose                         | - Eg.747 : fo 11 ro - Pal.586 : fo 14 vo - K.II.11 : fo 2 vo - α.l.09.28 : fo 17 vo–18 ro                                      | - Lat.6823 : fo 19 ro - M.873 : fo 13 ro - (Cas.459 : fo 16 vo)                                                                               | - Ars.2888 : fo 23 ro - Fr.12322 : fo 143 vo - Gr. Herb. : fo XIII vo–XIV ro                                                   | Source non identifiée                           |
| De anthora                                    |                                                | Aconit anthore                           | - Eg.747 : fo 11 ro/vo - Pal.586 : fo 14 vo - K.II.11 : fo 2 vo - α.l.09.28 : fo 18 ro                                         | - Lat.6823 : fo 19 ro - M.873 : fo 13 ro - Mas.116 : fo 14 vo - Sl.4016 : fo 5 ro - Cas.459 : fo 18 ro - Cim.79 : fo 12 vo                    | - Ars.2888 : fo 23 ro/vo - Fr.12322 : fo 148 ro - Gr. Herb : fo XIV ro                                                         | Première mention connue                         |
| De avena                                      |                                                | Avoine                                   | - Eg.747 : fo 11 vo - Pal.586 : fo 14 vo - K.II.11 : fo 4 ro - α.l.09.28 : fo 18 ro                                            | - Lat.6823 : fo 19 ro/vo - M.873 : fo 13 ro - Mas.116 : fo 46 vo - Sl.4016 : fo 9 vo - Cas.459 : fo 30 vo - Cim.79 : fo 24 vo                 | - Ars.2888 : fo 23 vo - Fr.12322 : fo 178 ro - Gr. Herb. : fo XIV ro                                                           | Source non identifiée                           |
| De ameos                                      |                                                | Ammi visnage                             | - Eg.747 : fo 11 vo - Pal.586 : fo 14 vo - K.II.11 : fo 4 vo - α.l.09.28 : fo 18 vo–19 ro                                      | - Lat.6823 : fo 19 vo - M.873 : fo 13 ro - Mas.116 : fo 10 vo - Sl.4016 : fo 16 vo - Cas.459 : fo 15 vo - Cim.79 : fo 13 ro                   | - Ars.2888 : fo 23 vo–24 ro - Fr.12322 : fo 147 vo–148 ro - Gr. Herb. : fo XIV ro/vo                                           | Platearius : « De ameos »                       |
| De amomo                                      |                                                | Cardamome                                | - Eg.747 : fo 11 vo - Pal.586 : fo 15 ro - K.II.11 : fo 4 vo - α.l.09.28 : fo 19 ro                                            | - Lat.6823 : fo 19 vo–20 ro - M.873 : fo 13 vo - Mas.116 : fo 11 vo - Sl.4016 : fo 3 vo - Cas.459 : fo 14 vo - Cim.79 : fo 12 ro              | - Ars.2888 : fo 24 ro - Fr.12322 : fo 148 ro - (Gr. Herb. : fo XIV vo)                                                         | Const. Afr., grad. : « Amomum »                 |
| De alleluia                                   |                                                | Oxalis petite-oseille                    | - Eg.747 : fo 12 ro - Pal.586 : fo 15 ro - K.II.11 : fo 3 ro - α.l.09.28 : fo 19 ro                                            | - Lat.6823 : fo 20 ro - M.873 : fo 13 vo - Mas.116 : fo 7 vo - Sl.4016 : fo 15 ro - Cas.459 : fo 10 vo - Cim.79 : fo 8 ro                     | - Ars.2888 : fo 24 vo - Fr.12322 : fo 163 vo - Gr. Herb. : fo XIV vo                                                           | Antidotaire Nicolas                             |
| De acetoso                                    |                                                | Oseille commune                          | - Eg.747 : fo 12 ro - Pal.586 : fo 15 ro - K.II.11 : fo 4 ro - α.l.09.28 : fo 19 ro                                            | - Lat.6823 : fo 20 ro - M.873 : fo 13 vo - Mas.116 : fo 3 ro - Sl.4016 : fo 11 vo - Cas.459 : fo 4 vo - Cim.79 : fo 2 vo                      | - Ars.2888 : fo 24 vo - Fr.12322 : fo 144 vo - Gr. Herb. : fo XIV vo                                                           | Source non identifiée                           |
| De avellanis                                  |                                                | Noisette                                 | - (Eg.747 : fo 12 ro) - Pal.586 : fo 15 ro - α.l.09.28 : fo 19 vo                                                              | - Lat.6823 : fo 10 vo - M.873 : fo 8 vo ; fo 14 vo - Mas.116 : fo 46 vo - Sl.4016 : fo 9 ro - Cas.459 : fo 29 vo - Cim.79 : fo 24 ro          | - Ars.2888 : fo 24 vo–25 ro - Fr.12322 : fo 187 ro - (Gr. Herb. : fo XIV vo–XV ro)                                             | Isaac Israeli : « De avellanis »                |
| De albatris                                   |                                                | Arbousier                                | - Eg.747 : fo 12 ro - Pal.586 : fo 15 vo - K.II.11 : fo 4 vo - α.l.09.28 : fo 19 vo                                            | - Lat.6823 : fo 20 ro/vo - M.873 : fo 14 ro - Mas.116 : fo 6 vo - Sl.4016 : fo 14 vo - Cas.459 : fo 9 vo - Cim.79 : fo 5 vo                   | - Ars.2888 : fo 25 ro - (Gr. Herb. : fo XV ro)                                                                                 | Source non identifiée                           |
| [De antiformaco]                              |                                                | Dompte-venin officinal                   | - (Eg.747 : fo 12 ro) - K.II.11 : fo 5 ro                                                                                      | - M.873 : fo 13 vo - Sl.4016 : fo 102 vo - (Cas.459 : fo 16 vo)                                                                               | - (Ars.2888 : fo 25 ro) - (Gr. Herb. : fo XV ro)                                                                               | Première mention connue                         |
| De auricula muris                             |                                                | Mouron bleu, Mouron blanc & Mouron rouge | - Eg.747 : fo 107 ro - K.II.11 : fo 16 vo ; fo 17 ro                                                                           | - Lat.6823 : fo 20 vo–21 ro - M.873 : fo 15 ro - Mas.116 : fo 47 ro - Sl.4016 : fo 9 vo–10 ro - Cas.459 : fo 31 vo                            | Absent | Aucun texte                                     |
| De andronica                                  |                                                | Molène                                   | - Eg.747 : fo 107 vo | - Lat.6823 : fo 21 vo - M.873 : fo 15 vo - Mas.116 : fo 13 ro - Sl.4016 : fo 4 vo - Cas.459 : fo 17 vo - Cim.79 : fo 11 ro                    | Absent | Aucun texte                                     |

Le titre De antalis figure encore dans le sommaire du manuscrit Egerton 747, mais ne fait l’objet d’aucun chapitre dans les manuscrits.

## B

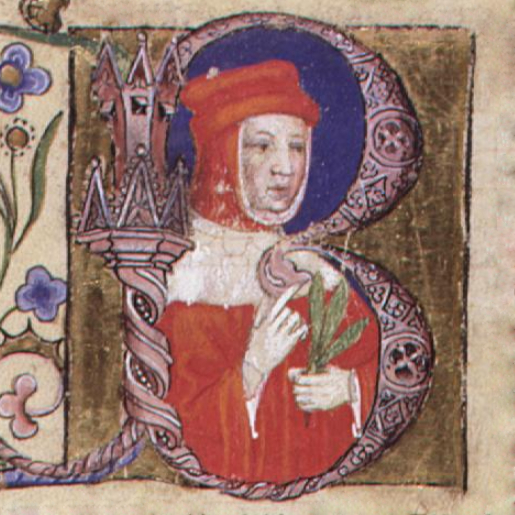
Lettrine enluminée B dans le manuscrit Cas.459.

| Sommaire : | - Article - Index - A - B - C - D - E - F - G - H - I - K - L - M - N - O - P - R - S - T - V - X - Z - Notes - Annexes |

| Chapitre Icône : lien vers l'index thématique | Illustration                                              | Identité                                    | Ouvrages : no de folio - italique : illustration seule - parenthèses : texte seul - gras : source de l'illustration du tableau | Ouvrages : no de folio - italique : illustration seule - parenthèses : texte seul - gras : source de l'illustration du tableau                        | Ouvrages : no de folio - italique : illustration seule - parenthèses : texte seul - gras : source de l'illustration du tableau | Source                                   |
| Chapitre Icône : lien vers l'index thématique | Illustration                                              | Identité                                    | Groupe I | Groupe II | Groupe III | Source                                   |
| --------------------------------------------- | --------------------------------------------------------- | ------------------------------------------- | --- | --- | --- | ---------------------------------------- |
| De balsamo                                    |                                                           | Baume de Galaad                             | - Eg.747 : fo 12 ro/vo - Pal.586 : fo 15 vo - K.II.11 : fo 5 ro - α.l.09.28 : fo 20 ro/vo                                      | - Lat.6823 : fo 25 vo–26 ro - M.873 : fo 16 ro - Mas.116 : fo 48 vo - Sl.4016 : fo 10 vo - Cas.459 : fo 33 vo–34 ro Voir aussi : « De xillo balsamo » | - Ars.2888 : fo 25 vo–26 vo - Fr.12322 : fo 187 vo - Gr. Herb. : fo XV vo–XVI vo                                               | Platearius : « De balsamo »              |
| De bolo armenico                              |                                                           | Bol d'Arménie                               | - Eg.747 : fo 12 vo–13 ro - Pal.586 : fo 15 vo - α.l.09.28 : fo 21 ro                                                          | - Lat.6823 : fo 25 vo–26 ro - M.873 : fo 16 ro - Cas.459 : fo 38 vo                                                                                   | - Ars.2888 : fo 26 vo–27 ro - Fr.12322 : fo 168 vo - (Gr. Herb. : fo XVI vo)                                                   | Platearius : « De bolo »                 |
| De balaustia                                  |                                                           | Fleur de grenadier                          | - Eg.747 : fo 13 ro - Pal.586 : fo 15 vo - K.II.11 : fo 5 ro - α.l.09.28 : fo 21 ro/vo                                         | - Lat.6823 : fo 26 ro - M.873 : fo 16 vo - Mas.116 : fo 48 ro - Sl.4016 : fo 10 ro - Cas.459 : fo 32 vo                                               | - Ars.2888 : fo 27 vo - Fr.12322 : fo 193 ro - Gr. Herb. : fo XVI vo–XVII ro                                                   | Platearius : « De balaustia »            |
| De borrago                                    |                                                           | Bourrache officinale                        | - Eg.747 : fo 13 ro/vo - K.II.11 : fo 5 vo - α.l.09.28 : fo 21 vo–22 ro                                                        | - Lat.6823 : fo 26 ro/vo - M.873 : fo 16 vo - Mas.116 : fo 53 vo - Sl.4016 : fo 19 vo - Cas.459 : fo 39 ro - Cim.79 : fo 30 vo                        | - Ars.2888 : fo 27 vo–28 ro - Fr.12322 : fo 139 ro - Gr. Herb. : fo XVII ro                                                    | Platearius : « De boragine »             |
| De baucia                                     |                                                           | Panais                                      | - Eg.747 : fo 13 vo - K.II.11 : fo 6 ro - α.l.09.28 : fo 22 ro                                                                 | - Lat.6823 : fo 27 ro - M.873 : fo 17 ro - (Cas.459 : fo 297 ro) - (Cim.79 : fo 176 ro)                                                               | - Ars.2888 : fo 28 ro/vo - Fr.12322 : fo 164 ro - Gr. Herb. : fo XVII ro/vo                                                    | Platearius : « De baucia »               |
| De borace                                     |                                                           | Borasse                                     | - (Eg.747 : fo 13 vo) - α.l.09.28 : fo 22 ro/vo                                                                                | - Lat.6823 : fo 27 ro/vo - M.873 : fo 17 ro - Mas.116 : fo 54 ro - Sl.4016 : fo 19 vo - Cas.459 : fo 39 vo                                            | - Ars.2888 : fo 28 vo–29 ro - Fr.12322 : fo 193 ro - Gr. Herb. : fo XVII vo                                                    | Platearius : « De borrace »              |
| De bectonica                                  |                                                           | Bétoine                                     | - Eg.747 : fo 13 vo–14 vo - K.II.11 : fo 5 vo - α.l.09.28 : fo 22 vo–23 vo                                                     | - Lat.6823 : fo 27 vo–28 ro - M.873 : fo 17 vo - Mas.116 : fo 51 vo - Sl.4016 : fo 18 vo - Cas.459 : fo 37 ro - Cim.79 : fo 28 ro/vo                  | - Ars.2888 : fo 29 ro–31 ro - Fr.12322 : fo 163 vo - Gr. Herb. : fo XVII vo–XVIII vo                                           | Platearius : « De bettonica »            |
| De bectonica                                  | Antonius Musa : « De herba vettonica »                    | Bétoine                                     | - Eg.747 : fo 13 vo–14 vo - K.II.11 : fo 5 vo - α.l.09.28 : fo 22 vo–23 vo                                                     | - Lat.6823 : fo 27 vo–28 ro - M.873 : fo 17 vo - Mas.116 : fo 51 vo - Sl.4016 : fo 18 vo - Cas.459 : fo 37 ro - Cim.79 : fo 28 ro/vo                  | - Ars.2888 : fo 29 ro–31 ro - Fr.12322 : fo 163 vo - Gr. Herb. : fo XVII vo–XVIII vo                                           |                                          |
| De bernice                                    |                                                           | Sandaraque                                  | - (Eg.747 : fo 14 vo) - α.l.09.28 : fo 23 vo–24 ro                                                                             | - Lat.6823 : fo 28 ro/vo - Mas.116 : fo 51 ro - Sl.4016 : fo 18 ro - Cas.459 : fo 37 vo                                                               | - Ars.2888 : fo 31 ro/vo - Fr.12322 : fo 188 vo - (Gr. Herb. : fo XIX ro)                                                      | Platearius : « De bernice »              |
| De branca ursina                              |                                                           | Branche-ursine (Acanthe molle)              | - Eg.747 : fo 14 vo–15 ro - K.II.11 : fo 5 vo - α.l.09.28 : fo 24 ro                                                           | - Lat.6823 : fo 28 vo - M.873 : fo 17 vo - Mas.116 : fo 55 ro - Sl.4016 : fo 20 ro - Cas.459 : fo 41 vo - Cim.79 : fo 31 vo                           | - Ars.2888 : fo 31 vo - Fr.12322 : fo 163 vo - Gr. Herb. : fo XIX ro                                                           | Platearius : « De branca ursina »        |
| De berberis                                   |                                                           | Épine-vinette                               | - Eg.747 : fo 15 ro - K.II.11 : fo 6 ro - α.l.09.28 : fo 24 ro/vo                                                              | - Lat.6823 : fo 28 vo–29 ro - M.873 : fo 18 ro - Mas.116 : fo 51 ro - Sl.4016 : fo 18 ro - Cas.459 : fo 36 vo                                         | - Ars.2888 : fo 31 vo–32 ro - Fr.12322 : fo 188 vo - Gr. Herb. : fo XIX ro/vo                                                  | Platearius : « De berberi »              |
| De belliculi                                  |                                                           | Bellicule (opercule de gastéropodes marins) | - (Eg.747 : fo 15 ro) - (α.l.09.28 : fo 24 vo)                                                                                 | - (Lat.6823 : fo 29 ro) - Sl.4016 : fo 18 ro - Cas.459 : fo 35 ro                                                                                     | - (Ars.2888 : fo 32 ro) - Fr.12322 : fo 191 vo - (Gr. Herb. : fo XIX vo)                                                       | Platearius : « De belliculis »           |
| De bistorta                                   |                                                           | Renouée bistorte                            | - (Eg.747 : fo 15 ro) - K.II.11 : fo 6 vo - α.l.09.28 : fo 24 vo                                                               | - Lat.6823 : fo 29 ro - M.873 : fo 18 ro - Mas.116 : fo 52 ro - Sl.4016 : fo 18 vo - Cas.459 : fo 37 vo - Cim.79 : fo 29 ro                           | - Ars.2888 : fo 32 ro/vo - Fr.12322 : fo 164 ro - (Gr. Herb. : fo XIX vo)                                                      | Platearius : « De bistorta »             |
| De bombace                                    |                                                           | Cotonnier herbacé                           | - Eg.747 : fo 15 ro/vo - K.II.11 : fo 5 vo - α.l.09.28 : fo 24 vo–25 ro                                                        | - Lat.6823 : fo 31 vo - M.873 : fo 21 ro - Mas.116 : fo 53 vo - Sl.4016 : fo 19 ro - Cas.459 : fo 40 ro - Cim.79 : fo 31 ro                           | - Ars.2888 : fo 32 vo - Fr.12322 : fo 164 ro - Gr. Herb. : fo XIX vo                                                           | Source non identifiée                    |
| De buglosa                                    |                                                           | Buglosse officinale                         | - Eg.747 : fo 15 vo - K.II.11 : fo 5 vo - α.l.09.28 : fo 25 ro/vo                                                              | - Lat.6823 : fo 26 vo - M.873 : fo 18 vo - Mas.116 : fo 56 vo - Sl.4016 : fo 21 vo - Cas.459 : fo 43 vo - Cim.79 : fo 33 vo                           | - Ars.2888 : fo 32 vo–33 ro - Fr.12322 : fo 154 vo ; fo 164 ro - Gr. Herb. : fo XIX vo–XX ro                                   | Pseudo-Apulée : « Herba bovis lingua »   |
| De buglosa                                    | Macer Floridus                                            | Buglosse officinale                         | - Eg.747 : fo 15 vo - K.II.11 : fo 5 vo - α.l.09.28 : fo 25 ro/vo                                                              | - Lat.6823 : fo 26 vo - M.873 : fo 18 vo - Mas.116 : fo 56 vo - Sl.4016 : fo 21 vo - Cas.459 : fo 43 vo - Cim.79 : fo 33 vo                           | - Ars.2888 : fo 32 vo–33 ro - Fr.12322 : fo 154 vo ; fo 164 ro - Gr. Herb. : fo XIX vo–XX ro                                   |                                          |
| De butyro                                     |                                                           | Beurre                                      | - (Eg.747 : fo 15 vo) - α.l.09.28 : fo 25 vo                                                                                   | - (Lat.6823 : fo 31 ro) - Cas.459 : fo 39 vo | - Ars.2888 : fo 33 ro/vo - Fr.12322 : fo 191 ro - (Gr. Herb. : fo XX ro)                                                       | Source non identifiée                    |
| De berbena                                    |                                                           | Verveine officinale                         | - Eg.747 : fo 16 ro/vo - K.II.11 : fo 6 ro - α.l.09.28 : fo 25 vo–26 vo                                                        | - Lat.6823 : fo 29 vo–30 ro - M.873 : fo 19 ro - Mas.116 : fo 50 vo - Sl.4016 : fo 18 ro - Cas.459 : fo 36 ro - Cim.79 : fo 27 vo                     | - Ars.2888 : fo 33 vo–34 ro - Fr.12322 : fo 163 ro ; fo 177 ro - Gr. Herb : fo XX ro/vo                                        | Pseudo-Apulée : « Herba verbenaca »      |
| De berbena                                    | Macer Floridus                                            | Verveine officinale                         | - Eg.747 : fo 16 ro/vo - K.II.11 : fo 6 ro - α.l.09.28 : fo 25 vo–26 vo                                                        | - Lat.6823 : fo 29 vo–30 ro - M.873 : fo 19 ro - Mas.116 : fo 50 vo - Sl.4016 : fo 18 ro - Cas.459 : fo 36 ro - Cim.79 : fo 27 vo                     | - Ars.2888 : fo 33 vo–34 ro - Fr.12322 : fo 163 ro ; fo 177 ro - Gr. Herb : fo XX ro/vo                                        |                                          |
| De brictanica                                 |                                                           | Cochléaire officinale                       | - Eg.747 : fo 16 vo - α.l.09.28 : fo 26 vo                                                                                     | - Lat.6823 : fo 30 ro - M.873 : fo 19 ro - Mas.116 : fo 55 vo - Sl.4016 : fo 20 vo - Cas.459 : fo 42 ro - Cim.79 : fo 32 ro                           | - Ars.2888 : fo 34 vo - Fr.12322 : fo 163 ro - (Gr. Herb. : fo XX vo–XXI ro)                                                   | Pseudo-Apulée : « Herba brittanica »     |
| De bursa pastoris                             |                                                           | Bourse-à-pasteur                            | - Eg.747 : fo 16 vo - K.II.11 : fo 6 ro - α.l.09.28 : fo 26 vo–27 ro                                                           | - Lat.6823 : fo 31 vo - M.873 : fo 20 vo - Mas.116 : fo 17 ro - Sl.4016 : fo 22 ro - Cas.459 : fo 44 ro - Cim.79 : fo 34 vo                           | - Ars.2888 : fo 34 vo–35 ro - Fr.12322 : fo 165 ro - Gr. Herb. : fo XXI ro                                                     | Pseudo-Apulée : « Herba gallicrus »      |
| De brionia                                    |                                                           | Bryone dioïque                              | - Eg.747 : fo 16 vo–17 ro - K.II.11 : fo 6 vo - α.l.09.28 : fo 27 ro/vo                                                        | - Lat.6823 : (fo 31 ro) ; fo 171 ro - M.873 : fo 20 ro - Mas.116 : fo 56 ro - Sl.4016 : fo 21 vo - Cas.459 : fo 42 vo - Cim.79 : fo 32 vo             | - Ars.2888 : fo 35 ro/vo - Fr.12322 : fo 163 ro - Gr. Herb. : fo XXI ro/vo                                                     | Pseudo-Apulée : « Herba brionia »        |
| De bedeguard                                  |                                                           | Chardon-Marie                               | - Eg.747 : fo 17 ro - K.II.11 : fo 6 ro - α.l.09.28 : fo 27 vo                                                                 | - Lat.6823 : fo 31 ro - M.873 : fo 20 vo - Mas.116 : fo 50 ro - Sl.4016 : fo 17 vo - Cas.459 : fo 35 vo - Cim.79 : fo 27 ro                           | - Ars.2888 : fo 35 vo–36 ro - Fr.12322 : fo 188 ro - Gr. Herb. : fo XXI vo                                                     | Const. Afr., grad. : « Bedigar »         |
| De bedeguard                                  | Dioscoride alph. : « Acantus leuce », « Acantus Arabica » | Chardon-Marie                               | - Eg.747 : fo 17 ro - K.II.11 : fo 6 ro - α.l.09.28 : fo 27 vo                                                                 | - Lat.6823 : fo 31 ro - M.873 : fo 20 vo - Mas.116 : fo 50 ro - Sl.4016 : fo 17 vo - Cas.459 : fo 35 vo - Cim.79 : fo 27 ro                           | - Ars.2888 : fo 35 vo–36 ro - Fr.12322 : fo 188 ro - Gr. Herb. : fo XXI vo                                                     |                                          |
| De bdellio                                    |                                                           | Bdellium                                    | - (Eg.747 : fo 17 ro) - α.l.09.28 : fo 27 vo–28 ro                                                                             | - Lat.6823 : fo 29 ro/vo - M.873 : fo 18 vo ; fo 22 ro - Mas.116 : fo 49 vo - Sl.4016 : fo 17 ro - Cas.459 : fo 34 vo                                 | - (Ars.2888 : fo 36 ro) - Gr. Herb. : fo XXI vo–XXII ro                                                                        | Platearius : « De bdellio »              |
| De bardana                                    |                                                           | Grande Bardane                              | - Eg.747 : fo 17 vo - Pal.586 : fo 16 ro - K.II.11 : fo 6 ro - α.l.09.28 : fo 28 ro                                            | - Lat.6823 : fo 30 ro/vo - M.873 : fo 19 vo - Mas.116 : fo 49 ro - Sl.4016 : fo 17 ro - Cas.459 : fo 33 ro - Cim.79 : fo 26 vo                        | - Ars.2888 : fo 36 ro/vo - Fr.12322 : fo 184 ro - Gr. Herb. : fo XXII ro                                                       | Pseudo-Apulée : « Herba personacia »     |
| De buxo                                       |                                                           | Buis commun                                 | - Eg.747 : fo 17 vo - Pal.586 : fo 16 ro - K.II.11 : fo 6 vo - α.l.09.28 : fo 28 ro/vo                                         | - Lat.6823 : fo 31 vo–32 ro - M.873 : fo 21 ro - Mas.116 : fo 17 vo - Sl.4016 : fo 22 vo - Cas.459 : fo 44 vo                                         | - Ars.2888 : fo 36 vo - Fr.12322 : fo 188 vo - Gr. Herb. : fo XXII ro                                                          | Première mention connue                  |
| De braxillo                                   |                                                           | Brésil (bois de Sappan)                     | - Eg.747 : fo 18 ro - Pal.586 : fo 16 ro - K.II.11 : fo 6 ro - α.l.09.28 : fo 28 vo                                            | - Lat.6823 : fo 32 ro - M.873 : fo 21 vo - Mas.116 : fo 55 ro - Sl.4016 : fo 20 ro                                                                    | - Ars.2888 : fo 36 vo | Première mention connue                  |
| De brusci                                     |                                                           | Fragon                                      | - Eg.747 : fo 18 ro - Pal.586 : fo 17 ro - α.l.09.28 : fo 28 vo                                                                | - Lat.6823 : fo 32 ro - M.873 : fo 21 vo - Mas.116 : fo 56 vo - Sl.4016 : fo 21 vo - Cas.459 : fo 41 ro - Cim.79 : fo 30 ro                           | - Ars.2888 : fo 36 vo–37 ro - Fr.12322 : fo 190 ro - Gr. Herb. : fo XXII ro                                                    | Source non identifiée                    |
| De bleta                                      |                                                           | Betterave                                   | - Eg.747 : fo 18 ro - Pal.586 : fo 16 ro - K.II.11 : fo 5 ro - α.l.09.28 : fo 29 ro                                            | - Lat.6823 : fo 30 vo–31 ro - M.873 : fo 19 vo - Mas.116 : fo 52 vo - Sl.4016 : fo 18 vo - Cas.459 : fo 38 ro - Cim.79 : fo 29 vo                     | - Ars.2888 : fo 37 ro - Fr.12322 : fo 164 vo - Gr. Herb : fo XXII ro/vo                                                        | Dioscoride alph. : « Blitus », « Bleta » |
| De blacte Bizantiis                           |                                                           | Blatte de Byzance                           | - Eg.747 : fo 18 vo - Pal.586 : fo 16 vo - K.II.11 : fo 6 ro - α.l.09.28 : fo 29 ro                                            | - Lat.6823 : fo 32 ro - M.873 : fo 22 ro - Mas.116 : fo 52 vo - Sl.4016 : fo 18 vo - Cas.459 : fo 38 ro                                               | - Ars.2888 : fo 37 ro - α.l.09.28 : fo 29 ro - Gr. Herb. : fo XXII vo                                                          | Source non identifiée                    |
| De beem                                       |                                                           | Béhen blanc & Béhen rouge                   | - Eg.747 : fo 18 vo - Pal.586 : fo 16 vo - α.l.09.28 : fo 29 ro                                                                | - Lat.6823 : fo 32 vo - M.873 : fo 22 ro - Mas.116 : fo 50 ro - Sl.4016 : fo 17 vo - Cas.459 : fo 35 ro                                               | - Ars.2888 : fo 37 ro/vo - Fr.12322 : fo 140 vo - (Gr. Herb. : fo XXII vo)                                                     | Aucun texte                              |